# Dänischer Fußballpokal 1977/78
Der Dänische Fußballpokal 1977/78 war die 24. Austragung des dänischen Pokalwettbewerbs der Männer. Er wurde vom dänischen Fußballverband ausgetragen. Der Pokalsieger stand in diesem Jahr erst nach drei unentschiedenen Spielen und anschließendem Elfmeterschießen fest. Dabei setzte sich BK Frem Kopenhagen gegen Esbjerg fB durch. Die Spiele fanden jeweils im Københavns Idrætspark von Kopenhagen statt. 
Alle Begegnungen wurden in einem Spiel ausgetragen. Bei unentschiedenem Ausgang wurde zur Ermittlung des Siegers eine Verlängerung gespielt. Stand danach kein Sieger fest, folgte ein Elfmeterschießen. Ab dem Halbfinale wurde bei einem Remis das Spiel wiederholt. Erstmals durften zwei Spieler gewechselt werden.

## 1. Runde
Es nahmen 48 Mannschaften von der dritten Klasse abwärts sowie acht Zweitligisten teil.

## 2. Runde
Teilnehmer waren die 28 Sieger der ersten Runde, acht weitere Zweitligisten und vier Erstligisten.

## 3. Runde
Teilnehmer: Die 20 Sieger der zweiten Runde und zwölf weitere Vereine aus der 1. Division 1977.

## 4. Runde
Teilnehmer: Die 16 Sieger der dritten Runde.

## Viertelfinale
|                    | Ergebnis              |                   |
| ------------------ | --------------------- | ----------------- |
| Esbjerg fB         | 0:0 n. V. (3:2 i. E.) | Vejle BK          |
| BK Frem Kopenhagen | 3:2                   | B 1909 Odense     |
| Odense BK          | 1:2                   | B 1903 Kopenhagen |
| Aalborg BK         | 2:1                   | Nakskov BK        |

## Halbfinale
|                   | Ergebnis  |                    |
| ----------------- | --------- | ------------------ |
| B 1903 Kopenhagen | 0:1       | Esbjerg fB         |
| Aalborg BK        | 2:3 n. V. | BK Frem Kopenhagen |

## Finale
| Paarung            | BK Frem Kopenhagen – Esbjerg fB |
| Ergebnis           | 1:1 n. V. (1:1, 1:1) |
| Datum              | 4. Mai 1978 |
| Stadion            | Københavns Idrætspark, Kopenhagen |
| Zuschauer          | 12.700 |
| Schiedsrichter     | Ole Amundsen |
| Tore               | 0:1 Frank Tosgaard (17.) 1:1 Mogens Nielsen (40.) |
| BK Frem Kopenhagen | Per Wind – Steen Ryborg, Henrik Ryborg, Lars Larsen, Jesper Jul Christensen – Per Hester Hansen, Jacob Rosander (33. Jan Jacobsen), Bjarne Andersen – Ole Mørk, Mogens Nielsen, Brian Juul Nielsen (91. Kim Eriksen) Cheftrainer: Jimmy Strain ( England)                 |
| Esbjerg fB         | Ole Kjær – Frank Tosgaard, Torben Luxhøj, Erik Brok Pedersen, Ole Madsen – Jørn Bach (65. Viggo Kristensen), Jens Jørn Bertelsen, Erik Jespersen – Henrik Nielsen (90. Henning Nielsen) – Flemming Iversen, Kristian Østergaard Cheftrainer: Rudi Strittich ( Österreich) |

### Wiederholungsspiel
| Paarung            | BK Frem Kopenhagen – Esbjerg fB |
| Ergebnis           | 1:1 n. V. (1:1, 0:1) |
| Datum              | 8. Juni 1978 |
| Stadion            | Københavns Idrætspark, Kopenhagen |
| Zuschauer          | 1.807 |
| Schiedsrichter     | Poul Jørgen Jensen |
| Tore               | 0:1 Henning Nielsen (19.) 1:1 Lars Larsen (81.) |
| BK Frem Kopenhagen | Per Wind – Steen Ryborg, Henrik Thomsen, Lars Larsen, Flemming Ahlberg – Per Hester Hansen (46. Jesper Jul Christensen), Bjarne Andersen (55. Ole Mørk), Jacob Rosander – Brian Juul Nielsen, Mogens Nielsen, Kim Eriksen Cheftrainer: Jimmy Strain ( England)      |
| Esbjerg fB         | Ole Kjær – Jørgen Toft, Torben Luxhøj, Erik Brok Pedersen, Frank Tosgaard – Jørn Bach (60. Leif Hansen), Jens Jøen Bertelsen, Erik Jespersen (66. Ole Madsen) – Henning Nielsen, Flemming Østergaard, Kristian Østergaard Cheftrainer: Rudi Strittich ( Österreich) |

### 2. Wiederholungsspiel
Nachdem auch das dritte Finale nach Verlängerung unentschieden endete, wurde es nach Elfmeterschießen entschieden.
| Paarung            | BK Frem Kopenhagen – Esbjerg fB |
| Ergebnis           | 1:1 n. V. (1:1, 1:0), 5:4 i. E. |
| Datum              | 9. August 1978 |
| Stadion            | Københavns Idrætspark, Kopenhagen |
| Zuschauer          | 2.300 |
| Schiedsrichter     | Jørgen Mortensen |
| Tore               | 1:0 Frank Faber (28.) 1:1 Jørn Bach (87.) Elfmeterschießen: 1:0 Lars Larsen 1:1 Kristian Østergaard 2:1 Henrik Thomsen 2:2 Jørn Bach 3:2 Flemming Ahlberg 3:3 Ole Kjær 4:3 Bjarne Andersen 4:4 Flemming Iversen Mogens Nielsen Erik Jespersen Flemming Rasmussen Jens Jørn Bertelsen 5:4 Frank Faber Torben Luxhøj |
| BK Frem Kopenhagen | Per Wind – Flemming Ahlberg, Lars Larsen, Henrik Thomsen, Jesper Jul Christensen – Jacob Rosander (91. Jan Kikkenborg), Bjarne Andersen, Mogens Nielsen – Brian Juul Nielsen (79. Steen Ryborg), Frank Faber, Flemming Rasmussen Cheftrainer: Jimmy Strain ( England)                                              |
| Esbjerg fB         | Ole Kjær – Ole Madsen, Torben Luxhøj, Erik Brok Pedersen, Frank Torsgaard – Jørn Bach, Jens Jørn Bertelsen, Leif Hansen (55. Erik Jespersen) – Henning Nielsen (62. Henrik Nielsen), Flemming Iversen, Kristian Østergaard Cheftrainer: Rudi Strittich ( Österreich)                                               |